# ТКП (компания)
ТКП (до 2022 года — «Транспортная клиринговая палата») — российская компания, которая является исполнительным органом управления в Системе взаиморасчетов на воздушном транспорте (СВВТ) и обеспечивает выполнение задач, поставленных конференциями участников системы и Наблюдательным советом авиапредприятий по взаиморасчетам (НСАВ), которые являются законодательными органами управления СВВТ.

## История
Компания была учреждена в 1994 году авиакомпаниями России и стран СНГ в соответствии с распорядительными документами Департамента воздушного транспорта Министерства транспорта Российской Федерации с целью обеспечения расчетов по выручке между агентствами и авиаперевозчиками в условиях перехода на рыночную систему.

## Цели и задачи ТКП
- Расчеты между агентствами и авиаперевозчиками на равноправной основе по проданным перевозкам, оформленным на бланках нейтральных перевозочных документов и электронных билетах СВВТ, включая расчеты по пластиковым картам в соответствии с международными стандартами;
- перечисление выручки авиакомпаниям и провайдерам дополнительных услуг;
- оформление электронных билетов;
- аккредитация агентств[4], пунктов продажи авиационных/железнодорожных перевозок и дополнительных услуг;
- управление правами продаж трэвел-агентов и организацию процесса оформления пассажирских перевозок и дополнительных услуг электронных билетах СВВТ;
- управление оплатой перевозок;
- разработка отраслевых стандартов и регламентов;
- процедуры отчетности в стандартном формате HOT-файла[5];
- сбор и обработка агентской отчетности и статистики по рынку продажи авиаперевозок и данных по гражданской авиации России.

## Участники СВВТ
Участниками СВВТ являются авиакомпании, заключившие с ТКП стандартные договоры об организации продажи воздушных перевозок и услуг на электронных билетах СВВТ и проведении расчетов, и аккредитованные агентства, заключившие с ТКП стандартные договоры о продаже перевозок и услуг на электронных билетах СВВТ.
В СВВТ аккредитована российская Глобальная распределенная система Sirena-Travel и авиационная распределительная система резервирования MixVel.
Аттестованы системы электронного билетооформления зарубежных глобальных распределительных систем Travelport, Amadeus и Sabre